# Euploea lacordairei
Euploea lacordairei är en fjärilsart som beskrevs av Moore 1883. Euploea lacordairei ingår i släktet Euploea och familjen praktfjärilar. Inga underarter finns listade i Catalogue of Life.